# Sutol Motorsport
Sutol Motorsport war ein britischer Hersteller von Automobilen.

## Unternehmensgeschichte
Murray Lewis gründete 1989 das Unternehmen. Standort war je nach Quelle in Billborough bei Sleaford in der Grafschaft Lincolnshire oder in Darlaston bei Walsall. Er begann 1990 mit der Produktion von Automobilen und Kits. Eine andere Quelle gibt den Produktionsbeginn mit 1986 an. Der Markenname lautete Sutol. 1992 endete die Produktion. Insgesamt entstanden etwa 14 Exemplare.

## Fahrzeuge
Das einzige Modell war der 23. Dies war die Nachbildung des Lotus 23. Üblicherweise als Rennwagen eingesetzt, entstanden auch einige Fahrzeuge mit Straßenzulassung. Ein Spaceframe-Rahmen aus Stahlrohren bildete die Basis. Darauf wurde eine offene Karosserie aus Fiberglas montiert. Der Motor war in Mittelmotorbauweise hinter den Sitzen platziert und trieb die Hinterräder an. Eine Quelle gibt an, dass verschiedene Vierzylindermotoren von Ford mit 1100 cm³, 1300 cm³ und 1600 cm³ Hubraum zum Einsatz kamen. Eine andere Quelle nennt Motoren vom Alfa Romeo Alfasud und VW Käfer sowie von Ford und Triumph.